# San Pedro de Lóvago
San Pedro de Lóvago là một khu tự quản thuộc tỉnh Chontales, Nicaragua. Khu tự quản San Pedro de Lóvago có diện tích 467 ki lô mét vuông. Đến thời điểm năm 2005, huyện San Pedro de Lóvago có dân số 7650 người.